# Английская мифология

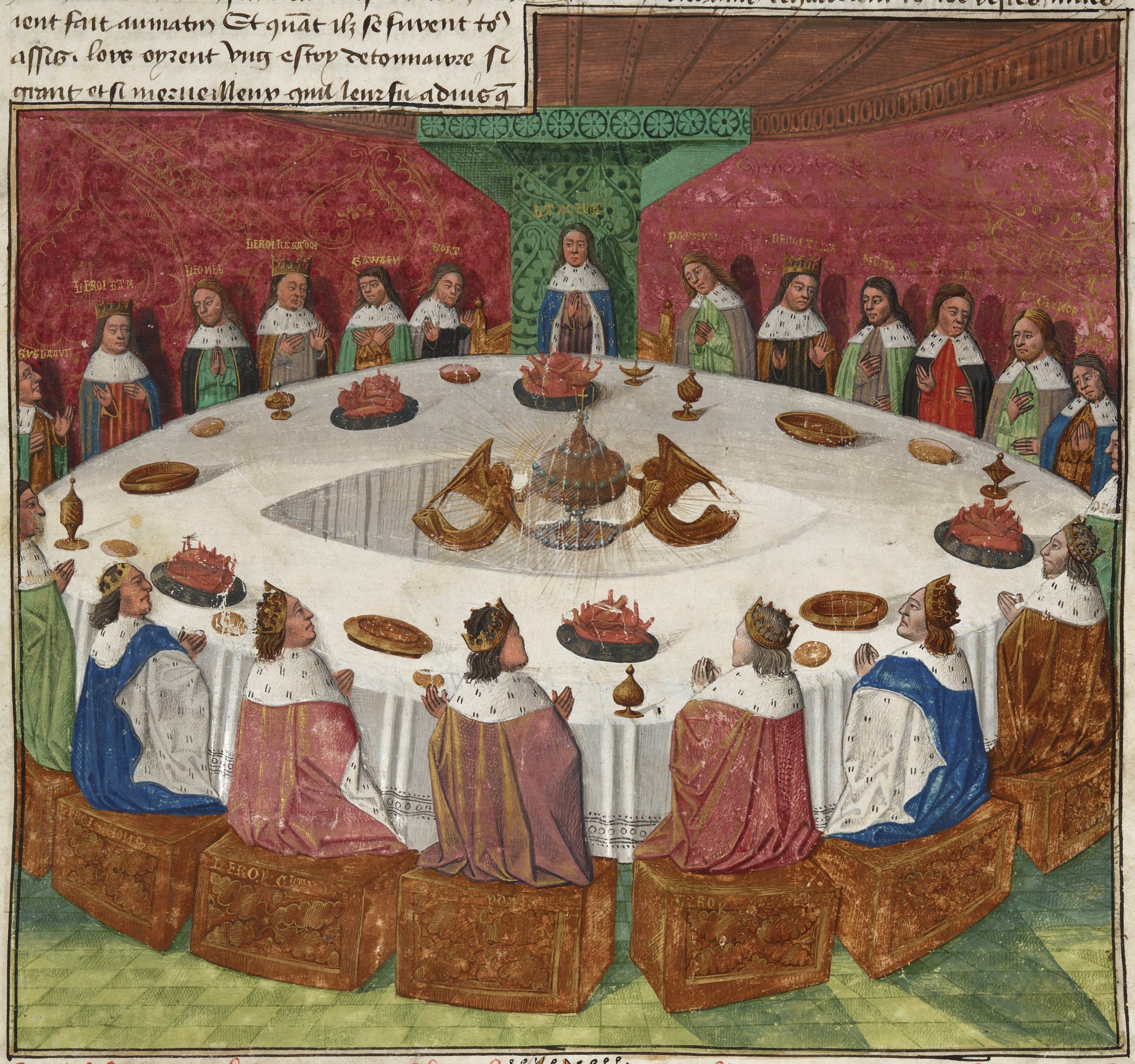
Король Артур и рыцари Круглого стола (Эврар д'Эспинк, иллюстрация XV в.)

Английская мифология — собрание мифов древней Англии. Сказания нередко разрабатывались разными поколениями, а иногда отвергались и заменялись другими легендами. Повествования состоят из комплекса народных историй, бытовавших в Англии после Нормандского завоевания Англии, объединённых с традициями англосаксонской, кельтской и христианской мифологии. Включены элементы произведения Matter of Britain, а также валлийской и корнуоллской мифологии, имеющие прямое отношение к Англии, такие как основополагающий миф о Бруте Троянском и легенды о короле Артуре, но только если они сочетаются с повествованиями из Matter of Britain и традициями английского фольклора.

## Значимые мифы и персонажи
- Альфред Великий (849–899 гг.): в 878 году наносит поражение Великой языческой армии викингов в битве при Эдингтоне[1].
- Король Ангул[англ.] (XIII век): легендарный основатель королевства англов.
- Король Артур (рубеж V-VI вв.): легендарный военачальник, который, согласно средневековым историям и рыцарским романам, возглавлял рыцарей Круглого стола в защите Британии от саксонских захватчиков. Центральная фигура в легендах, составляющих труд Matter of Britain[2].
- Ательстон[англ.] (середина-конец XIV в.): анонимный стихотворный роман на среднеанглийском языке, часто классифицируемый как текст собственно Matter of England. Его темы королевской власти, справедливости и верховенства закона связаны с политикой правления Ричарда II[3].
- Беовульф (датируется в промежутке между VIII и XI веками): древнеанглийский эпос. У оригинальной рукописи нет названия, но история стала известна по имени её главного героя. Беовульф может быть самым старым из сохранившихся длинных стихотворений на древнеанглийском языке и обычно отмечается как одно из самых важных произведений англосаксонской литературы[4].
- Сэр Бэв из Антона (датируется первой половиной XIII века): легендарный английский герой; предмет средневековых рыцарских романов, носящих его имя[5]
- Брут Троянский (датируется IX веком): легендарный потомок троянского героя Энея, который известен в средневековой британской истории как основатель и первый король Британии. Брут впервые фигурирует в Истории бриттов, но наиболее известен из Истории королей Британии за авторством Гальфрида Монмутского[6].
- Фульк III Фицуорин (около 1160–1258 гг.): сюжет средневековой легенды, в которой рассказывается история жизни Фулька в качестве преступника и его борьба за восстановление семейного права на замок Уиттингтон[7].
- Сказание о Гамелине[англ.] (около 1350 г.): легенда, сюжет которой развивается во время правления короля Эдуарда I, рассказывающая историю Гамелина и различные невзгоды, которые он должен преодолеть, чтобы вернуть свое законное наследство, присвоенное старшим братом. Написано на диалекте среднеанглийского языка и считается частью Matter of England[8].
- Гай из Уорика (датируется XIII в.): легендарный английский герой рыцарских романов, популярный в Англии и Франции в XIII-XVII вв.; считается частью Matter of England[9].
- Хэйвлок-датчанин[англ.], или Песнь о Хэйвлоке-датчанине (1280-1290 гг.): рыцарский роман на среднеанглийском языке, считается частью Matter of England; история восходит к двум более ранним англо-нормандским текстам[10].
- Хенгист и Хорса (V в.): легендарные германцы, по преданию возглавившие англов, саксов и ютов во время их вторжения в Британию в V веке; Хорса погиб, сражаясь с бриттами, но Хенгист успешно завоевал Кент, став праотцом ютских королей. Персонаж по имени «Хенгест» появляется в Финнсбургском фрагменте, а также в Беовульфе[11].
- Король Хорн[англ.] (датируется серединой XIII в.): рыцарский роман на среднеанглийском языке; считается частью Matter of England, а также самым старым из сохранившихся романов на среднеанглийском языке[12].
- Леди Годива (датируется как минимум XIII в.): англосаксонская графиня, жена  эрла Мерсии Леофрика, которая, согласно легенде, проехала обнажённой по улицам Ковентри ради того, чтобы её супруг снизил непомерные налоги для своих подданных[13].
- Робин Гуд (датируется 1370-ми годами): народный герой, который, согласно легенде, был лихим лучником и фехтовальщиком, он грабил богатых и раздавал награбленное бедным. Вместе со своей бандой  «Весёлых шервудских разбойников» со ставкой в Шервудском лесу действовал против шерифа Ноттингемского и его людей. Робин Гуд стал популярным персонажем английского фольклора в позднем средневековье, сохраняет популярность и в настоящее время[14].
- Король Шев (вероятная датировка — VI в.): древний король Ломбардии в английской легенде. По сюжету он загадочным образом появляется из моря на пустой лодке[15].
- Святой Вальтеоф (около 1095–1159 гг.): английский аббат и святой XII века; рождённый в знатной семье, Вальтеоф известен своей суровой, добровольной аскезой и добротой к бедным[16].
- Велунд-кузнец (датируется VIII-м в.): легендарный кузнец, фигурирующий в таких источниках как Деор, Вальдере и Беовульф; сюжет легенды изображён на Ларце Фрэнкса[17].

## Литературное наследие
- Артуриана[18]
- Истории о Робине Гуде[19].
- Творчество Клайва Льюиса (1898–1963)[20].
- Творчество Уильяма Шекспира (1564–1616)[21].
- Творчество Джона Толкина (1892–1973)[22].